# Aderus albofasciatus
Aderus albofasciatus é uma espécie de inseto besouro da família Aderidae. A espécie foi descrita cientificamente por Maurice Pic em 1922.

## Distribuição geográfica
Habita na Península de Malaca.